# Liste der Burschenschafter in der Frankfurter Nationalversammlung

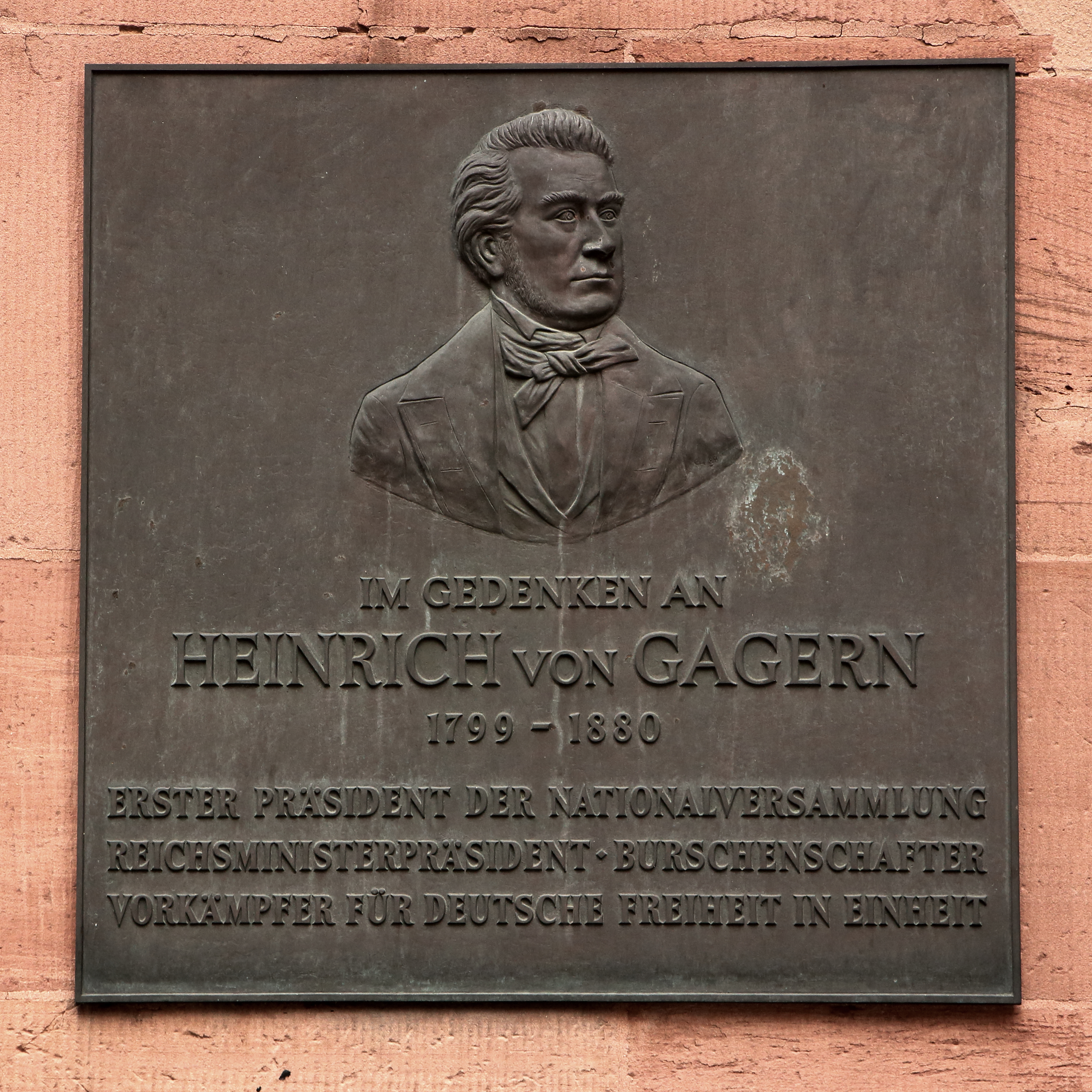
Gedenktafel an der Frankfurter Paulskirche für den Burschenschafter Heinrich von Gagern

Die Liste der Burschenschafter in der Frankfurter Nationalversammlung führt diejenigen Abgeordneten der Frankfurter Nationalversammlung auf, die Mitglied einer oder mehrerer Burschenschaften waren.
Nach unterschiedlichen Quellen waren von insgesamt 809 Mitgliedern der Frankfurter Nationalversammlung ca. 173 Burschenschafter; sie waren in allen Fraktionen zu finden, von der konservativen Rechten (Café Milani) bis zur radikalen Linken (Donnersberg). Erster Präsident der Nationalversammlung war der Heidelberger und Jenaer Burschenschafter Heinrich von Gagern. Von Januar bis April 1849 war der Kieler und Heidelberger Burschenschafter Wilhelm Beseler Erster Vizepräsident.

„Im Frankfurter Vorparlament und in der Nationalversammlung unter allen Parteien, auch auf der äußersten Linken, vornehmlich freilich unter den Erbkaiserlichen, saßen sehr zahlreiche Burschenschafter, die jetzt die Stunde der Erfüllung ihres Jugendtraumes gekommen gleubten, so daß man die Versammlung nicht mit Unrecht als das Burschenschafter-Parlament bezeichnet hat.“

## Mitglieder der Nationalversammlung
Die Burschenschafter in der Nationalversammlung werden nach ihrem Namen sortiert aufgeführt. Des Weiteren sind ihre Lebensdaten, ihre Burschenschaft(en), das Jahr des Beitritts zur Burschenschaft, der Zeitraum der Mitgliedschaft in der Nationalversammlung, der Wahlkreis und die Fraktion(en) aufgeführt.
Es ist zu beachten, dass die Burschenschaften in der ersten Hälfte des 19. Jahrhunderts von großen Unstetigkeiten geprägt waren. Burschenschaften spalteten sich, fusionierten oder schlossen für immer, auf der anderen Seite gab es zahlreiche Neugründungen von zum Teil nur wenige Wochen bestehenden Burschenschaften. Oft gingen Burschenschaften aus Liederkränzchen oder anderen losen Vereinen hervor und wurden später zu Corps oder umgekehrt. Dies macht eine Zuordnung der Mitglieder der Frankfurter Nationalversammlung zu einer bestimmten Korporation schwierig, geschweige denn die Zuordnung zu einer noch heute bestehenden Studentenverbindung. Die in dieser Liste vorkommenden, verschiedenen Bezeichnungen für Verbindungen an einem Hochschulort lassen also nicht direkt auf die Verschiedenheit der Korporationen schließen, sie könnten sich auch durch verschiedene Schreibweisen in historischen Dokumenten auf dieselbe Korporation beziehen.
| Name                                       | Lebensdaten    | Burschenschaft | seit | Abgeordneter von/bis                                     | Wahlkreis                                                                | Fraktion                                                       | Bild |
| ------------------------------------------ | -------------- | --- | ---- | -------------------------------------------------------- | ------------------------------------------------------------------------ | -------------------------------------------------------------- | ---- |
| Franz Peter Adams                          | 1800–1868      | Alte Bonner Burschenschaft / Lesegesellschaft | 1818 | 18. Mai 1848 26. Februar 1849                            | 13. Wahlkreis Rheinland in Koblenz                                       | Casino                                                         |      |
| Heinrich Ahrens                            | 1808–1874      | Alte Göttinger Burschenschaft | 1828 | 18. Mai 1848 30. Mai 1849                                | 9. Wahlkreis Hannover in Holle                                           | Westendhall                                                    |      |
| Gustav von Amstetter                       | 1800–1875      | Alte Arminia Breslau | 1819 | 11. Dezember 1848 16. Mai 1849                           | 21. Wahlkreis Schlesien in Breslau                                       | fraktionslos                                                   |      |
| Friedrich Anders                           | 1808–1875      | Breslauer Burschenschaft | 1830 | 18. Mai 1848 3. Mai 1849                                 | 8. Wahlkreis Schlesien in Jauer                                          | fraktionslos                                                   |      |
| Heinrich Anz                               | 1797–1865      | Urburschenschaft Jena, Alte Hallesche Burschenschaft                                                                                             | 1817 | 18. Mai 1848 30. Mai 1849                                | 25. Wahlkreis Preußen in Marienwerder                                    | Landsberg                                                      |      |
| Carl Ludwig Arndts                         | 1803–1878      | Germania Bonn | 1820 | 20. Mai 1848 19. Mai 1849                                | 3. Wahlkreis Niederbayern in Straubing                                   | Casino, Pariser Hof                                            |      |
| Hermann Backhaus                           | 1817–1901      | Jenaische Burschenschaft, Burschenschaft auf dem Fürstenkeller                                                                                   | 1837 | 20. Mai 1848 30. Mai 1849                                | Wahlkreis Waldeck in Korbach, Wildungen und Arolsen                      | Württemberger Hof, Märzverein                                  |      |
| Marquard Adolph Barth                      | 1809–1885      | Marcomannia München | 1828 | 4. April 1849 18. April 1849                             | 5. Wahlkreis Schwaben in Kaufbeuren                                      | Württemberger Hof, Augsburger Hof                              |      |
| Karl Eduard Bauernschmid                   | 1801–1875      | Burschenschaftlicher Kreis Wien | 1819 | 11. September 1848 11. April 1849                        | 18. Wahlkreis Österreich unter der Enns in Klosterneuburg                | Deutscher Hof, Märzverein                                      |      |
| Theodor Berkmann                           | 1802–1870      | Alte Erlanger Burschenschaft | 1820 | 13. Juni 1849 18. Juni 1849                              | 5. Wahlkreis Pfalz in Kirchheimbolanden                                  | Donnersberg                                                    |      |
| Karl Bernhardi                             | 1799–1874      | Alte Germania Marburg (und Corps Hassia Marburg)                                                                                                 | 1817 | 18. Mai 1848 21. Mai 1849                                | 2. Wahlkreis Kurhessen in Eschwege                                       | Casino                                                         |      |
| Georg Beseler                              | 1809–1888      | Kieler Burschenschaft Germania | 1827 | Mai 1848 20. Mai 1849                                    | 13. Wahlkreis Pommern in Wolgast                                         | Casino                                                         |      |
| Wilhelm Beseler                            | 1806–1884      | Alte Kieler Burschenschaft Germania, Alte Heidelberger Burschenschaft                                                                            | 1824 | 23. November 1848 21. Mai 1849                           | 2. Wahlkreis Holstein in Itzehoe                                         | Casino                                                         |      |
| Karl Biedermann                            | 1812–1901      | Leipziger Burschenschaft | 1830 | 18. Mai 1848 26. Mai 1849                                | 11. Wahlkreis Sachsen in Zwickau                                         | Württemberger Hof, Augsburger Hof, Nürnberger Hof              |      |
| Robert Blum                                | 1807–1848      | Kochei (spätere Leipziger Burschenschaft Germania)                                                                                               | 1839 | 18. Mai 1848 9. November 1848 (†)                        | 6. Wahlkreis Sachsen in Leipzig                                          | Deutscher Hof                                                  |      |
| Gustav Blumröder                           | 1802–1853      | Concordia Erlangen (und Corps Bavaria Erlangen)                                                                                                  | 1820 | 18. Mai 1848 18. Juni 1849                               | 4. Wahlkreis Oberfranken in Wunsiedel                                    | Westendhall, Märzverein                                        |      |
| Ludwig Bogen                               | 1809–1886      | Gießener Burschenschaft, Alte Germania Gießen, Germania Bonn                                                                                     | 1827 | 18. Mai 1848 18. Juni 1849                               | 4. Wahlkreis Großherzogtum Hessen in Erbach                              | Deutscher Hof, Märzverein                                      |      |
| Moriz Adolph Briegleb                      | 1809–1872      | Germania Jena | 1832 | 18. Mai 1848 20. Mai 1849                                | Wahlkreis Sachsen-Coburg und Gotha in Coburg                             | Casino                                                         |      |
| Joseph von Buß                             | 1803–1878      | Freiburger Burschenschaft |      | 5. Dezember 1848 30. Mai 1849                            | 18. Wahlkreis Westfalen in Nienborg                                      | Cafe Milani                                                    |      |
| Dietrich Christian von Buttel              | 1801–1878      | Frisia Göttingen |      | 18. Mai 1848 26. Mai 1849                                | Wahlkreis Oldenburg                                                      | Landsberg                                                      |      |
| Gerhard Compes                             | 1810–1871      | Germania Bonn, Marcomannia München, Germania München                                                                                             | 1829 | 18. Mai 1848 16. Oktober 1848                            | 19. Wahlkreis Rheinland in Siegburg                                      | Württemberger Hof                                              |      |
| Sigismund von Dallwitz                     | 1803–1882      | Alte Hallesche Burschenschaft | 1822 | 19. Mai 1848 8. Januar 1849                              | 1. Wahlkreis Schlesien in Lauban                                         | Casino                                                         |      |
| Johann Hermann Detmold                     | 1807–1856      | Alte Göttinger Burschenschaft, Alte Heidelberger Burschenschaft                                                                                  | 1827 | 18. Mai 1848 30. Mai 1849                                | 21. Wahlkreis Hannover in Bersenbrück                                    | Casino, Cafe Milani                                            |      |
| Carl Johann Ludwig Dham                    | 1809–1871      | Alte Bonner Burschenschaft, Populonia Bonn, Alte Franconia Heidelberg, Alte Greifswalder Burschenschaft                                          | 1831 | 18. Mai 1848 30. Mai 1849                                | 8. Wahlkreis Westfalen in Meschede                                       | Württemberger Hof                                              |      |
| Carl Theodor Dietzsch                      | 1819–1857      | Kochei Leipzig | 1841 | 19. Mai 1848 18. Juni 1849                               | 14. Wahlkreis Sachsen in Schwarzenberg                                   | Donnersberg, Märzverein                                        |      |
| Maximilian Duncker                         | 1811–1886      | Alte Marcomannia Bonn | 1832 | 18. Mai 1848 20. Mai 1849                                | 11. Wahlkreis Sachsen in Halle an der Saale                              | Casino                                                         |      |
| Gottfried Eisenmann                        | 1795–1867      | Alte Teutonia Würzburg, Alte Germania Würzburg                                                                                                   | 1818 | 18. Mai 1848 30. Mai 1849                                | 9. Wahlkreis Unterfranken in Würzburg                                    | Casino                                                         |      |
| August Emmerling                           | 1797–1867      | Alte Germania Gießen, Urburschenschaft Jena | 1815 | 16. September 1848 24. Mai 1849                          | 2. Wahlkreis Großherzogtum Hessen in Umstadt                             | Augsburger Hof                                                 |      |
| August von Ende                            | 1815–1889      | Alte Berliner Burschenschaft |      | 6. November 1848 14. Mai 1849                            | 23. Wahlkreis Schlesien in Waldenburg                                    | fraktionslos                                                   |      |
| Philipp Enders                             | 1808–1878      | Jenaische Burschenschaft/Arminia Jena | 1828 | 11. April 1849 30. Mai 1849                              | 2. Wahlkreis Sachsen-Weimar-Eisenach in Eisenach                         | fraktionslos                                                   |      |
| Hans Alfred Erbe                           | 1823–1895      | Fürstenkeller Jena | 1842 | 13. April 1849 18. Juni 1849                             | 19. Wahlkreis Sachsen in Freiberg                                        | Donnersberg                                                    |      |
| Salomon Fehrenbach                         | 1812–1892      | Euthymia Freiburg | 1831 | 27. Juni 1848 18. Juni 1849                              | 5. Wahlkreis Baden in Schopfheim                                         | Donnersberg                                                    |      |
| Carl August Friedrich Fetzer               | 1809–1885      | Alte Tübinger Burschenschaft/Germania Tübingen                                                                                                   | 1827 | 18. Mai 1848 18. Juni 1849                               | 4. Wahlkreis Neckar in Leonberg                                          | Deutscher Hof, Märzverein                                      |      |
| Wilhelm Gustav Eduard Fischer              | 1803–1868      | Jenaische Burschenschaft | 1822 | 18. Mai 1848 30. Mai 1849                                | 4. Wahlkreis Sachsen-Weimar-Eisenach in Neustadt                         | Casino                                                         |      |
| Johann Adam Förster                        | 1795–1890      | Alte Bonner Burschenschaft/Allgemeinheit, Alte Würzburger Burschenschaft, Arminia Aschaffenburg, Jenaische Burschenschaft, Alte Germania Marburg | 1819 | 29. Mai 1848 18. Juni 1849                               | 11. Wahlkreis Kurfürstentum Hessen in Gelnhausen                         | Deutscher Hof                                                  |      |
| Heinrich Förster                           | 1799–1881      | Alte Arminia Breslau | 1821 | 31. Juli 1848 23. Oktober 1848                           | 18. Wahlkreis Westfalen in Nienborg                                      | fraktionslos                                                   |      |
| Karl Philipp Francke                       | 1805–1870      | Alte Heidelberger Burschenschaft (und Corps Holsatia Kiel, Corps Holsatia Göttingen und Corps Holsatia Heidelberg)                               | 1825 | 18. Mai 1848 24. Mai 1849                                | 3. Wahlkreis Schleswig in Flensburg                                      | Casino, Augsburger Hof                                         |      |
| Carl Freese                                | 1807–1892      | Alte Germania Halle | 1829 | 23. Mai 1848 30. Mai 1849                                | 9. Wahlkreis Pommern in Stargard                                         | Westendhall                                                    |      |
| Christian Frisch                           | 1807–1881      | Alte Tübinger Burschenschaft/Germania Tübingen, Feuerreiter Tübingen, Germania Tübingen                                                          | 1826 | 18. Mai 1848 18. Juni 1849                               | 3. Wahlkreis Schwarzwald in Oberndorf am Neckar                          | Deutscher Hof, Märzverein                                      |      |
| Julius Fröbel                              | 1805–1893      | Jenaische Burschenschaft | 1830 | 6. Oktober 1848 18. Juni 1849                            | Wahlkreis Reuß jüngere Linie in Hirschberg                               | Donnersberg, Märzverein                                        |      |
| Carl Fuchs                                 | 1801–1855      | Alte Arminia Breslau | 1820 | 18. Mai 1848 14. Mai 1849                                | 20. Wahlkreis Schlesien in Breslau                                       | Casino, Landsberg                                              |      |
| Heinrich von Gagern                        | 1799–1880      | Teutonia Heidelberg, Urburschenschaft Jena | 1816 | 18. Mai 1848 20. Mai 1849                                | 3. Wahlkreis Großherzogtum Hessen in Zwingenberg                         | Casino                                                         |      |
| Maximilian von Gagern                      | 1810–1889      | Alte Heidelberger Burschenschaft | 1826 | 18. Mai 1848 20. Mai 1849                                | 2. Wahlkreis Nassau in Montabaur                                         | Casino                                                         |      |
| Heinrich Christian Friedrich Gebhardt      | 1798–1868      | Alte Erlanger Burschenschaft | 1817 | 18. Mai 1848 16. November 1848                           | 3. Wahlkreis Oberfranken in Hof                                          | fraktionslos                                                   |      |
| Karl Theodor Gier                          | 1796–1856      | Urburschenschaft Jena | 1817 | 17. März 1849 25. April 1849                             | 21. Wahlkreis Provinz Sachsen in Mühlhausen                              | Casino                                                         |      |
| Christian Carl von Glück                   | 1791–1867      | Teutsche Burschenschaft Erlangen/Teutonia (und Corps Baruthia)                                                                                   | 1817 | 18. Mai 1848 2. Oktober 1848                             | 4. Wahlkreis Mittelfranken in Erlangen                                   | fraktionslos                                                   |      |
| Adolph Goeden                              | 1810–1888      | Arminia Jena (und Corps Vandalia Göttingen, Corps Brunsviga Göttingen)                                                                           |      | 6. Juni 1848 30. Mai 1849                                | 11. Wahlkreis Posen in Rawicz, Krotoschin-Kröber                         | fraktionslos                                                   |      |
| Lorenz Goetz                               | 1810–1894      | Alte Bonner Burschenschaft | 1829 | 26. Februar 1849 20. Mai 1849                            | 8. Wahlkreis Rheinland in Neuwied                                        | fraktionslos                                                   |      |
| Robert von der Goltz                       | 1811–1855      | Alte Marcomannia Bonn | 1832 | 18. Mai 1848 30. Mai 1849                                | 17. Wahlkreis Schlesien in Brieg                                         | Westendhall, Märzverein                                        |      |
| Andreas von Gredler                        | 1802–1870      | Libera Germania Innsbruck | 1823 | 20. Mai 1848 2. November 1848                            | 2. Wahlkreis Unterinntal/Tirol u. Vorarlberg in Schwaz                   | fraktionslos                                                   |      |
| Maximilian Joseph Gritzner                 | 1794–nach 1849 | Burschenschaftlicher Kreis Wien | 1819 | 18. Mai 1848 10. April 1849                              | 3. Wahlkreis Kärnten in St. Andrä im Lavanttal                           | Donnersberg                                                    |      |
| Carl Groß                                  | 1800–1873      | Frisia Göttingen |      | 18. Mai 1848 20. Mai 1849                                | 24. Wahlkreis Hannover in Leer                                           | Casino, Landsberg                                              |      |
| August Grumbrecht                          | 1811–1883      | Alte Göttinger Burschenschaft | 1829 | 18. Mai 1848 30. Mai 1849                                | 12. Wahlkreis Hannover in Lüchow                                         | Württemberger Hof                                              |      |
| Gustav Adolf Gulden                        | 1808–1882      | Marcomannia München | 1827 | 18. Mai 1848 18. Juni 1849                               | 3. Wahlkreis Pfalz in Homburg                                            | Deutscher Hof, Märzverein                                      |      |
| Carl Heinrich Wilhelm Hagen                | 1810–1868      | Arminia Erlangen, Alte Germania Erlangen, Jenaische Burschenschaft/Arminia                                                                       | 1827 | 27. Juni 1848 18. Juni 1849                              | 17. Wahlkreis Baden in Heidelberg                                        | Deutscher Hof, Donnersberg, Märzverein                         |      |
| Gustav von Hagenow                         | 1813–1876      | Alte Greifswalder Burschenschaft/Arminia, Germania Bonn                                                                                          | 1832 | 18. Mai 1848 23. Januar 1849                             | 14. Wahlkreis Pommern in Grimmen                                         | Casino                                                         |      |
| Eduard Haupt                               | 1805–1868      | Alte Tübinger Burschenschaft/Germania Tübingen                                                                                                   | 1823 | 18. Mai 1848 26. Januar 1849                             | 2. Wahlkreis Mecklenburg-Schwerin in Wismar                              | fraktionslos                                                   |      |
| Konrad Dietrich Haßler                     | 1803–1873      | Alte Tübinger Burschenschaft | 1825 | 18. Mai 1848 11. April 1849                              | 2. Wahlkreis Donau in Ulm                                                | Westendhall                                                    |      |
| Johann Haßlwanter                          | 1805–1869      | Libera Germania Innsbruck | 1823 | 18. Mai 1848 19. Juli 1848                               | 2. Wahlkreis Pustertal und am Eisack/Tirol u. Vorarlberg in Lienz        | fraktionslos                                                   |      |
| Rudolf Haym                                | 1821–1901      | Alte Hallesche Burschenschaft | 1839 | 18. Mai 1848 20. Mai 1849                                | 10. Wahlkreis Provinz Sachsen in Eisleben                                | Casino                                                         |      |
| Johann Gustav Heckscher                    | 1797–1865      | Alte Göttinger Burschenschaft, Alte Heidelberger Burschenschaft, Göttinger und Heidelberger Burschenschaft (und Corps Guestphalia Heidelberg)    | 1816 | 18. Mai 1848 30. April 1849                              | Wahlkreis Freie und Hansestadt Hamburg                                   | Casino, Pariser Hof                                            |      |
| Franz Heisterbergk                         | 1799–1850      | Leipziger Burschenschaft | 1821 | 18. Mai 1848 29. Mai 1849                                | 8. Wahlkreis Kgr. Sachsen in Rochlitz                                    | Deutscher Hof, Märzverein                                      |      |
| Heinrich Henkel                            | 1802–1873      | Alte Germania Marburg | 1819 | 18. Mai 1848 1. Juli 1848; und 7. März 1849 30. Mai 1849 | 4. Wahlkreis Kurhessen in Fritzlar; und 1. Wahlkreis Kurhessen in Kassel | Württemberger Hof                                              |      |
| Adolf Ernst Hensel                         | 1811–1862      | Leipziger Burschenschaft | 1830 | 18. Mai 1848 1. September 1848                           | 1. Wahlkreis Kgr. Sachsen in Zittau                                      | Deutscher Hof                                                  |      |
| August Hergenhahn                          | 1804–1874      | Alte Heidelberger Burschenschaft | 1822 | 18. Mai 1848 30. Mai 1849                                | 6. Wahlkreis Nassau in Wiesbaden                                         | Casino                                                         |      |
| Paul Hermann                               | 1809–1862      | Alte Leipziger Burschenschaft | 1827 | 18. Mai 1848 22. September 1848                          | 3. Wahlkreis Kgr. Sachsen in Bautzen                                     | Casino                                                         |      |
| Bruno Hildebrand                           | 1812–1878      | Leipziger Burschenschaft | 1832 | 18. Mai 1848 18. Juni 1849                               | 8. Wahlkreis Kurhessen in Marburg                                        | Westendhall, Märzverein                                        |      |
| Wilhelm Hoffbauer                          | 1812–1892      | Amicitia/Germania Würzburg | 1831 | 18. Mai 1848 18. Juni 1849                               | 22. Wahlkreis Provinz Sachsen in Nordhausen                              | Donnersberg                                                    |      |
| Friedrich Carl Hönniger                    | 1812–1874      | Gesellschaft auf dem Burgkeller | 1833 | 18. Mai 1848 18. Juni 1849                               | Wahlkreis Schwarzburg-Rudolstadt                                         | Deutscher Hof, Donnersberg, März-Verein                        |      |
| Eduard Hülsmann                            | 1801–1856      | Alte Bonner Burschenschaft | 1820 | 18. Mai 1848 6. Oktober 1848                             | 27. Wahlkreis Rheinland in Lennep                                        | Cafe Milano, Casino                                            |      |
| Johann Jacoby                              | 1805–1877      | Burschenschaftliche Allgemeinheit Königsberg |      | 24. Mai 1849 18. Juni 1849                               | 4. Wahlkreis Brandenburg in Berlin                                       | Deutscher Hof                                                  |      |
| Hermann Joseph                             | 1811–1869      | Leipziger Burschenschaft |      | 20. Mai 1848 13. April 1849                              | 19. Wahlkreis Kgr. Sachsen in Freiberg                                   | Donnersberg                                                    |      |
| Friedrich Siegmund Jucho                   | 1805–1884      | Alte Hallesche Burschenschaft, Jenaische Burschenschaft, Alte Germania Gießen                                                                    | 1823 | 18. Mai 1848 30. Mai 1849                                | Wahlkreis Freie Stadt Frankfurt am Main                                  | Westendhall, Märzverein                                        |      |
| Damian Junghanns                           | 1800–1875      | Alte Heidelberger Burschenschaft, Alte Göttinger Burschenschaft                                                                                  | 1819 | 29. Mai 1848 18. Juni 1849                               | 18. Wahlkreis Baden in Waibstadt                                         | Donnersberg                                                    |      |
| Wilhelm Junkmann                           | 1811–1886      | Populonia Bonn | 1830 | 19. Mai 1848 21. Mai 1849                                | 15. Wahlkreis Westfalen in Recklinghausen                                | Casino, Pariser Hof                                            |      |
| Johann Eberhard Käfferlein                 | 1807–1888      | Alte Erlanger Burschenschaft, Marcomannia München                                                                                                | 1825 | 18. Oktober 1848 25. Mai 1849                            | 1. Wahlkreis Oberfranken in Bayreuth                                     | Württemberger Hof                                              |      |
| Peter Kaiser                               | 1793–1864      | Alte Freiburger Burschenschaft | 1818 | 18. Mai 1848 21. November 1848                           | Wahlkreis Liechtenstein in Vaduz                                         | Westendhall                                                    |      |
| Christian Kapp                             | 1798–1874      | Alte Berliner Burschenschaft | 1818 | 29. Mai 1848 30. Mai 1849                                | 3. Wahlkreis Baden in Villingen                                          | Donnersberg                                                    |      |
| August Klett                               | 1799–1869      | Alte Tübinger Burschenschaft/Germania Tübingen                                                                                                   | 1817 | 26. Februar 1849 18. Juni 1849                           | 8. Wahlkreis Neckar in Heilbronn                                         | fraktionslos                                                   |      |
| Franz Peter Knoodt                         | 1811–1889      | Alte Bonner Burschenschaft | 1828 | 18. Mai 1848 16. Februar 1849                            | 8. Wahlkreis Rheinland in Neuwied                                        | Casino                                                         |      |
| Wilhelm Friedrich Christian Gustav Krafft  | 1805–1864      | Alte Erlanger Burschenschaft, Alte Heidelberger Burschenschaft (und Corps Bavaria Erlangen)                                                      | 1823 | 18. Mai 1848 24. Mai 1849                                | 2. Wahlkreis Mittelfranken in Nürnberg                                   | Casino, Landsberg                                              |      |
| Heinrich von Künßberg                      | 1801–1862      | Alte Würzburger Burschenschaft | 1820 | 18. Mai 1848 1. Mai 1849                                 | 1. Wahlkreis Mittelfranken in Ansbach                                    | Casino, Pariser Hof                                            |      |
| Joseph Kutzen                              | 1800–1877      | Alte Arminia Breslau | 1822 | 27. Juni 1848 12. Mai 1849                               | 25. Wahlkreis Schlesien in Frankenstein                                  | Cafe Milani                                                    |      |
| Ernst von Lasaulx                          | 1805–1861      | Alte Bonner Burschenschaft | 1824 | 18. Mai 1848 7. Mai 1849                                 | 2. Wahlkreis Niederbayern in Abensberg                                   | Cafe Milani                                                    |      |
| Heinrich Laube                             | 1806–1884      | Alte Hallesche Burschenschaft, Alte Breslauer Burschenschaft/Arminia                                                                             | 1826 | 23. Juli 1848 27. März 1849                              | Wahlkreis Elbogen/Böhmen in Elbogen                                      | Württemberger Hof, Augsburger Hof                              |      |
| Wilhelm Adolf Lette                        | 1799–1868      | Teutonia Heidelberg | 1816 | 18. Mai 1848 20. Mai 1849                                | 15. Wahlkreis Brandenburg in Nauen                                       | Casino                                                         |      |
| Wilhelm Leverkus                           | 1808–1870      | Alte Bonner Burschenschaft, Alte Heidelberger Burschenschaft                                                                                     | 1826 | 17. Oktober 1848 20. Mai 1849                            | 27. Wahlkreis Rheinland in Lennep                                        | Casino, Augsburger Hof                                         |      |
| Wilhelm Otto Liebmann                      | 1806–1871      | Alte Berliner Burschenschaft | 1828 | 8. September 1848 30. Mai 1849                           | 7. Wahlkreis Brandenburg in Perleberg                                    | Württemberger Hof                                              |      |
| Justin von Linde                           | 1797–1870      | Alte Bonner Burschenschaft/Allgemeinheit | 1819 | 27. Juni 1848 30. Mai 1849                               | 17. Wahlkreis Westfalen in Borken                                        | fraktionslos                                                   |      |
| Constantin Marcus                          | 1806–1865      | Littauerkränzchen innerhalb der Burschenschaftlichen Allgemeinheit Königsberg                                                                    |      | 20. Mai 1848 25. Mai 1849                                | 19. Wahlkreis Preußen in Friedland                                       | Landsberg                                                      |      |
| Heinrich Wilhelm Martens                   | 1795–1877      | Jenaische Burschenschaft | 1831 | 18. Mai 1848 4. Mai 1849                                 | 29. Wahlkreis Preußen in Danzig                                          | Casino                                                         |      |
| Karl Mathy                                 | 1807–1868      | Heidelberger Burschenschaft | 1824 | 18. Mai 1848 21. Mai 1849                                | 4. Wahlkreis Schwarzwald in Calw                                         | Casino                                                         |      |
| Ernst Ludwig Maukisch                      | 1805–1865      | Leipziger Burschenschaft | 1826 | 26. Februar 1849 30. Mai 1849                            | 17. Wahlkreis Kgr. Sachsen in Frauenstein                                | Westendhall                                                    |      |
| Karl Mayer                                 | 1819–1889      | Germania Tübingen | 1837 | 6. Juni 1849 18. Juni 1849                               | 1. Wahlkreis Neckar in Esslingen                                         | fraktionslos                                                   |      |
| Andreas Ludwig Jacob Michelsen             | 1801–1881      | Alte Kieler Burschenschaft | 1819 | 18. Mai 1848 24. Mai 1849                                | 1. Wahlkreis Schleswig in Fehmarn                                        | Casino                                                         |      |
| Robert von Mohl                            | 1799–1875      | Alte Tübinger Burschenschaft/Germania Tübingen, Alte Heidelberger Burschenschaft                                                                 | 1817 | 18. Mai 1848 30. Mai 1849                                | 1. Wahlkreis Jagst in Mergentheim                                        | Württemberger Hof, Augsburger Hof                              |      |
| Friedrich Theodor Müller                   | 1811–1893      | Alte Bonner Burschenschaft | 1829 | 18. Mai 1848 16. Juni 1848                               | 18. Wahlkreis Rheinland in Gummersbach                                   | fraktionslos                                                   |      |
| Hermann Joseph Müller                      | 1803–1876      | Alte Heidelberger Burschenschaft | 1824 | 1. September 1848 15. Mai 1849                           | 20. Wahlkreis Rheinland in Aachen                                        | Casino, Pariser Hof                                            |      |
| Wilhelm Heinrich Murschel                  | 1795–1869      | Arminia Tübingen/Germania Tübingen | 1816 | 18. Mai 1848 22. Januar 1849                             | 2. Wahlkreis Schwarzwald in Balingen                                     | Westendhall                                                    |      |
| Eberhard von Mylius                        | 1813–1861      | Marcomannia Bonn | 1832 | 18. Mai 1848 3. Januar 1849                              | 32. Wahlkreis Rheinland in Geldern                                       | fraktionslos                                                   |      |
| Carl Nauwerck                              | 1810–1891      | Germania Jena | 1828 | 18. Mai 1848 18. Juni 1849                               | 5. Wahlkreis Brandenburg in Berlin-Georgenvorstadt                       | Deutscher Hof, Märzverein                                      |      |
| Ferdinand Nemitz                           | 1805–1886      | Alte Hallesche Burschenschaft, Alte Greifswalder Burschenschaft                                                                                  | 1822 | 20. Mai 1848 23. September 1848                          | 6. Wahlkreis Pommern in Dramburg                                         | Casino                                                         |      |
| Julius Ostendorf                           | 1823–1877      | Alte Bonner Burschenschaft (und Corps Guestphalia Bonn)                                                                                          |      | 18. Mai 1848 26. Mai 1849                                | 11. Wahlkreis Westfalen in Werl                                          | Württemberger Hof, Augsburger Hof                              |      |
| Heinrich Carl Alexander Pagenstecher       | 1799–1869      | Teutonia Heidelberg, Alte Heidelberger Burschenschaft                                                                                            | 1815 | 18. Mai 1848 2. November 1848                            | 26. Wahlkreis Rheinland in Elberfeld                                     | Casino                                                         |      |
| Adolph Xaver Paur                          | 1802–1871      | Alte Germania Würzburg | 1821 | 18. Mai 1848 30. Mai 1849                                | 1. Wahlkreis Schwaben in Augsburg                                        | Württemberger Hof, Augsburger Hof                              |      |
| Paul Pfizer                                | 1801–1867      | Alte Germania Tübingen | 1819 | 18. Mai 1848 10. August 1848                             | 2. Wahlkreis Neckar in Stuttgart                                         | fraktionslos                                                   |      |
| Hans von Raumer                            | 1820–1851      | Bubenruthia Erlangen |      | 18. Mai 1848 25. Mai 1849                                | 6. Wahlkreis Mittelfranken in Dinkelsbühl                                | Casino                                                         |      |
| Gustav Rée                                 | 1810–1869      | Euthymia Freiburg | 1833 | 23. Mai 1848 4. August 1848                              | 10. Wahlkreis Baden in Offenburg                                         | Donnersberg                                                    |      |
| Jacob Ludwig Theodor Reh                   | 1801–1868      | Christlich-teutsche Burschenschaft/Ehrenspiegelburschenschaft-Gießen, Alte Germania Gießen, Alte Heidelberger Burschenschaft                     | 1818 | 19. Mai 1848 30. Mai 1849                                | 5. Wahlkreis Hessen-Darmstadt in Offenbach                               | Deutscher Hof, Württemberger Hof, Westendhall, Nürnberger Hof  |      |
| Joseph Martin Reichard                     | 1803–1872      | alte Landsmannschaft (seit 1849 Corps Rhenania) Heidelberg, Arminia Erlangen                                                                     | 1823 | 18. Mai 1848 30. Mai 1849                                | 5. Wahlkreis Pfalz in Kirchheimbolanden                                  | Donnersberg                                                    |      |
| Ludwig Reinhard                            | 1805–1877      | Alte Göttinger Burschenschaft, Allgemeinheit | 1822 | 18. Mai 1848 18. Juni 1849                               | 4. Wahlkreis Mecklenburg-Schwerin in Boizenburg                          | Donnersberg                                                    |      |
| Carl Friedrich Rheinwald                   | 1802–1876      | Alte Tübinger Burschenschaft/Germania Tübingen                                                                                                   | 1820 | 18. Mai 1848 18. Juni 1849                               | 1. Wahlkreis Schwarzwald in Spaichingen                                  | Deutscher Hof, Nürnberger Hof                                  |      |
| Franz Joseph Richter                       | 1801–1865      | Alte Freiburger Burschenschaft | 1820 | 27. Juni 1848 18. Juni 1849                              | 9. Wahlkreis Baden in Lahr                                               | Donnersberg                                                    |      |
| Gabriel Riesser                            | 1806–1863      | Burschenschaft Germania Kiel | 1824 | 18. Mai 1848 26. Mai 1849                                | Wahlkreis Lauenburg                                                      | Württemberger Hof, Augsburger Hof, Nürnberger Hof (Mitgründer) |      |
| Friedrich Rödinger                         | 1800–1868      | Alte Tübinger Burschenschaft/Germania Tübingen, Jenaische Burschenschaft                                                                         | 1819 | 18. Mai 1848 18. Juni 1849                               | 3. Wahlkreis Jagst in Öhringen                                           | Deutscher Hof, Märzverein                                      |      |
| Friedrich von Römer                        | 1794–1864      | Teutonischer Verein Tübingen, Alte Tübinger Burschenschaft Arminia                                                                               | 1816 | 18. Mai 1848 13. Juni 1849                               | 1. Wahlkreis Donau in Göppingen                                          | fraktionslos                                                   |      |
| Hermann von Rotenhan                       | 1800–1858      | Alte Erlanger Burschenschaft, Alte Arminia/Herminen Berlin                                                                                       | 1820 | 29. Mai 1848 17. Mai 1849                                | 8. Wahlkreis Schwaben in Nördlingen                                      | Café Milani                                                    |      |
| Maximilian Heinrich Rüder                  | 1808–1880      | Jenaische Burschenschaft, Germania Jena | 1827 | 18. Mai 1848 30. Mai 1849                                | Wahlkreis Oldenburg in Birkenfeld                                        | Casino                                                         |      |
| Arnold Ruge                                | 1802–1880      | Jenaische Burschenschaft, Alte Hallesche Burschenschaft, Alte Heidelberger Burschenschaft                                                        | 1821 | 29. Mai 1848 10. November 1848                           | 21. Wahlkreis Schlesien in Breslau                                       | Donnersberg                                                    |      |
| August Rühl                                | 1815–1850      | Alte Marburger Burschenschaft (und Corps Teutonia Marburg, Corps Markomannia Marburg, Corps Guestphalia Heidelberg)                              | 1832 | 18. Mai 1848 18. Juni 1849                               | 10. Wahlkreis Kurhessen in Hanau                                         | Donnersberg, Märzverein                                        |      |
| Gustav von Rümelin                         | 1815–1889      | Patrioten Tübingen | 1832 | 18. Mai 1848 24. Mai 1849                                | 8. Wahlkreis Schwarzwald in Kirchheim unter Teck                         | Württemberger Hof, Augsburger Hof                              |      |
| Gustav von Saltzwedel                      | 1808–1897      | Littauerkränzchen innerhalb der Burschenschaftlichen Allgemeinheit Königsberg                                                                    | 1828 | 25. Mai 1848 31. März 1849                               | 5. Wahlkreis Preußen in Gumbinnen                                        | Casino                                                         |      |
| Julius Scharre                             | 1810–1868      | Alte Leipziger Burschenschaft | 1830 | 31. Mai 1848 18. Juni 1849                               | 4. Wahlkreis Kgr. Sachsen in Hayn                                        | Deutscher Hof, Märzverein                                      |      |
| Heinrich Schierenberg                      | 1800–1851      | Alte Heidelberger Burschenschaft | 1821 | 18. Mai 1848 24. Mai 1849                                | Wahlkreis Lippe-Detmold in Lage                                          | Württemberger Hof / Augsburger Hof                             |      |
| Friedrich Wilhelm Schlöffel                | 1800–1870      | Berlin? |      | 19. Mai 1848 30. Mai 1849                                | 6. Wahlkreis Schlesien in Hirschberg                                     | Deutscher Hof, Donnersberg, Märzverein                         |      |
| Friedrich Schlutter                        | 1811–1888      | Germania Jena | 1831 | 16. Oktober 1848 18. Juni 1849                           | Wahlkreis Sachsen-Altenburg                                              | Donnersberg, Märzverein                                        |      |
| Ernst Friedrich Franz Schmidt              | 1818–1853      | Raczeks Breslau, Alte Hallesche Burschenschaft                                                                                                   | 1840 | 18. Mai 1848 18. Juni 1849                               | 5. Wahlkreis Schlesien in Löwenberg                                      | Donnersberg                                                    |      |
| Julius Theodor Schmidt                     | 1814–1861      | Leipziger Burschenschaft | 1834 | 18. Mai 1848 9. Oktober 1848                             | 5. Wahlkreis Kgr. Sachsen in Grimma                                      | Donnersberg                                                    |      |
| Nikolaus Schmitt                           | 1806–1860      | Marcomannia München | 1829 | 18. Mai 1848 30. Mai 1849                                | 4. Wahlkreis Pfalz in Kaiserslautern                                     | Deutscher Hof, Donnersberg, Märzverein                         |      |
| Adolph Gottlieb Ferdinand Schoder          | 1817–1852      | Giovannia Tübingen, Germania Tübingen | 1837 | 18. Mai 1848 18. Juni 1849                               | 5. Wahlkreis Neckar in Besigheim                                         | Württemberger Hof, Westendhall                                 |      |
| Christian Schüler                          | 1798–1874      | Urburschenschaft Jena | 1816 | 18. Mai 1848 18. Juni 1849                               | 3. Wahlkreis Sachsen-Weimar-Eisenach in Jena                             | Deutscher Hof, Märzverein                                      |      |
| Friedrich Gottlieb Schulz                  | 1813–1867      | Allemannia Göttingen/Kränzchenverein Göttingen                                                                                                   | 1832 | 18. Mai 1848 18. Juni 1849                               | 3. Wahlkreis Nassau in Limburg                                           | Westendhall, Märzverein                                        |      |
| Friedrich Wilhelm Schulz                   | 1797–1860      | Alte Germania/Germanenbund Gießen, Germania Gießen                                                                                               | 1816 | 31. Mai 1848 18. Juni 1849                               | 1. Wahlkreis Hessen-Darmstadt in Darmstadt                               | Westendhall, Märzverein                                        |      |
| Franz Schuselka                            | 1811–1886      | Verbindung auf dem Burgkeller Jena | 1845 | 18. Mai 1848 17. August 1848                             | 18. Wahlkreis Österreich unter der Enns in Klosterneuburg                | Donnersberg                                                    |      |
| Friedrich Jacob Schütz                     | 1813–1877      | Germania Gießen | 1832 | 12. Januar 1849 15. Mai 1849                             | 12. Wahlkreis Hessen-Darmstadt in Bingen                                 | Donnersberg, Märzverein                                        |      |
| Carl Heinrich Wilhelm Schwarz              | 1812–1885      | Alte Hallesche Burschenschaft | 1830 | 18. Mai 1848 20. Mai 1849                                | 17. Wahlkreis Provinz Sachsen in Torgau                                  | Casino                                                         |      |
| Carl Gustav Schwetschke                    | 1804–1881      | Alte Hallesche Burschenschaft, Alte Heidelberger Burschenschaft                                                                                  | 1821 | 18. Mai 1848 20. Mai 1849                                | 12. Wahlkreis Provinz Sachsen in Sangerhausen                            | Casino                                                         |      |
| Georg Christian Philipp Friedrich Seefried | 1814–1881      | Feuerreiter Tübingen/Germania Tübingen | 1832 | 13. Juni 1849 18. Juni 1849                              | 1. Wahlkreis Donau in Göppingen                                          | fraktionslos                                                   |      |
| Julius Albert Siehr                        | 1801–1876      | Burschenschaftliche Allgemeinheit Königsberg |      | 9. Juni 1848 11. Mai 1849                                | 4. Wahlkreis Preußen in Ragnit                                           | Casino                                                         |      |
| August Heinrich Simon                      | 1805–1860      | Alte Breslauer Burschenschaft | 1824 | 18. Mai 1848 18. Juni 1849                               | 5. Wahlkreis Provinz Sachsen in Magdeburg                                | Deutscher Hof, Württemberger Hof, Westendhall                  |      |
| Ludwig Gerhard Gustav Simon                | 1819–1872      | Burschenschaft Ruländer Bonn (und Corps Palatia Bonn)                                                                                            | 1837 | 18. Mai 1848 18. Juni 1849                               | 2. Wahlkreis Rheinland in Trier                                          | Deutscher Hof, Märzverein                                      |      |
| Eduard von Simson                          | 1810–1899      | Burschenschaftliche Allgemeinheit Königsberg | 1827 | 18. Mai 1848 20. Mai 1849                                | 16. Wahlkreis Preußen in Königsberg-Stadt                                | Casino                                                         |      |
| Alexander von Soiron                       | 1806–1855      | Alte Heidelberger Burschenschaft | 1824 | 18. Mai 1848 30. Mai 1849                                | 19. Wahlkreis Baden in Adelsheim                                         | Casino                                                         |      |
| Wilhelm Stahl                              | 1812–1873      | Marcomannia München, Germania München | 1828 | 18. Mai 1848 24. Mai 1849                                | 8. Wahlkreis Mittelfranken in Ellingen                                   | Württemberger Hof, Augsburger Hof                              |      |
| Georg Jacob Stockinger                     | 1798–1869      | Allgemeinheit Bonn |      | 24. Mai 1848 18. Juni 1849                               | 4. Wahlkreis Schwaben in Günzburg                                        | Westendhall, Märzverein                                        |      |
| Franz Tafel                                | 1799–1869      | Germania Tübingen | 1817 | 18. Mai 1848 18. Juni 1849                               | 10. Wahlkreis Pfalz in Zweibrücken                                       | Deutscher Hof, Nürnberger Hof, Märzverein                      |      |
| Gottlob Tafel                              | 1801–1874      | Germania Tübingen | 1817 | 18. Mai 1848 18. Juni 1849                               | 6. Wahlkreis Jagst in Welzheim                                           | Deutscher Hof, Nürnberger Hof, Märzverein                      |      |
| August Thieme                              | 1821–1879      | Corps, später Burschenschaft Markomannia Leipzig                                                                                                 | 1842 | 29. Mai 1848 6. Juli 1848                                | Wahlkreis Reuß jüngere Linie in Hirschberg                               | Deutscher Hof, Donnersberg                                     |      |
| Nicolaus Titus                             | 1808–1874      | Germania/Amicitia Würzburg, Alter Germania Erlangen                                                                                              | 1825 | 23. Mai 1848 18. Juni 1849                               | 2. Wahlkreis Oberfranken in Bamberg                                      | Deutscher Hof, Donnersberg, Märzverein                         |      |
| Wilhelm Adolph von Trützschler             | 1818–1849      | Gesellschaft auf dem Burgkeller Jena (und Corps Montania Leipzig)                                                                                | 1836 | 18. Mai 1848 30. Mai 1849                                | 13. Wahlkreis Kgr. Sachsen in Oelsnitz                                   | Deutscher Hof, Donnerberg, Märzverein                          |      |
| Ludwig Uhland                              | 1787–1862      | Germania Tübingen | 1862 | 18. Mai 1848 18. Juni 1849                               | 6. Wahlkreis Schwarzwald in Rottenburg am Neckar                         | fraktionslos                                                   |      |
| Philipp Umbscheiden                        | 1816–1870      | Alte Germania Erlangen (und Corps Baruthia) | 1835 | 18. Mai 1848 18. Juni 1849                               | 1. Wahlkreis Pfalz in Bergzabern                                         | Nürnberger Hof, Märzverein                                     |      |
| Jacob Venedey                              | 1805–1871      | Alte Bonner Burschenschaft, Alte Heidelberger Burschenschaft, Germania Jena                                                                      | 1824 | 18. Mai 1848 18. Juni 1849                               | Wahlkreis Hessen-Homburg                                                 | Deutscher Hof, Westendhall, Märzverein                         |      |
| Friedrich Theodor Vischer                  | 1807–1887      | Alte Tübinger Burschenschaft/Germania Tübingen                                                                                                   | 1825 | 18. Mai 1848 18. Juni 1849                               | 7. Wahlkreis Schwarzwald in Reutlingen                                   | Württemberger Hof, Westendhall, Märzverein                     |      |
| Ernst Vogel                                | 1810–1879      | Alte Hallesche Burschenschaft Germania | 1829 | 18. Mai 1848 30. Mai 1849                                | 25. Wahlkreis Brandenburg in Guben                                       | Westendhall, Märzverein                                        |      |
| Carl Vogt                                  | 1817–1895      | Gießener Burschenschaft |      | 20. Mai 1848 18. Juni 1849                               | 6. Wahlkreis Hessen-Darmstadt in Gießen                                  | Deutscher Hof, Märzverein                                      |      |
| Anton Vonbun                               | 1799–1864      | Melioratio Innsbruck | 1821 | 18. Mai 1848 23. April 1849                              | 2. Wahlkreis Vorarlberg/Tirol u. Vorarlberg in Feldkirch                 | fraktionslos                                                   |      |
| Friedrich Wachsmuth                        | 1803–1868      | Alte Göttinger Burschenschaft | 1820 | 20. Mai 1848 12. Februar 1849                            | 2. Wahlkreis Hannover in Hannover-Stadt                                  | Casino, Landsberg                                              |      |
| Anton von Wegnern                          | 1809–1891      | Littauerkränzchen innerhalb der Burschenschaftlichen Allgemeinheit Königsberg                                                                    |      | 31. Mai 1848 17. Mai 1849                                | 8. Wahlkreis Preußen in Lyck                                             | Cafe Milani, Casino                                            |      |
| Wilhelm Weißenborn                         | 1803–1878      | Jenaische Burschenschaft | 1821 | 18. Mai 1848 4. April 1849                               | 2. Wahlkreis Sachsen-Weimar-Eisenach in Eisenach                         | Württemberger Hof                                              |      |
| Johann Peter Joseph Werner                 | 1798–1869      | Alte Germania Bonn |      | 19. Mai 1848 3. Januar 1849                              | 10. Wahlkreis Rheinland in Kaisersesch                                   | Württemberger Hof                                              |      |
| Philipp Wilhelm Wernher                    | 1802–1887      | Alte Germania Gießen | 1819 | 18. Mai 1848 24. Mai 1849                                | 7. Wahlkreis Hessen-Darmstadt in Alsfeld                                 | Württemberger Hof, Augsburger Hof                              |      |
| Christian Widenmann                        | 1802–1876      | Alte Bonner Burschenschaft | 1821 | 18. Mai 1848 24. Mai 1849                                | 34. Wahlkreis Rheinland in Gladbach                                      | Württemberger Hof, Augsburger Hof                              |      |
| Carl Wiethaus                              | 1809–1865      | Alte Allemannia Heidelberg und Corps Guestphalia Bonn                                                                                            |      | 26. Mai 1848 30. Oktober 1849                            | 12. Wahlkreis Westfalen in Iserlohn                                      | fraktionslos                                                   |      |
| Karl Wilhelm Wippermann                    | 1800–1857      | Alte Germania Marburg | 1819 | 18. Mai 1848 30. Mai 1849                                | 3. Wahlkreis Kurhessen in Hofgeismar                                     | Casino                                                         |      |
| Johann Georg August Wirth                  | 1798–1848      | Alte Erlanger Burschenschaft, Landsmannschaft/Corps Franconia Erlangen                                                                           | 1817 | 6. Juli 1848 26. Juli 1848                               | Wahlkreis Reuß jüngere Linie in Hirschberg                               | Deutscher Hof                                                  |      |
| Wilhelm Wolff                              | 1809–1864      | Alte Breslauer Burschenschaft |      | 21. Mai 1849 18. Juni 1849                               | 22. Wahlkreis Schlesien in Neumarkt                                      | Donnersberg                                                    |      |
| Christian Friedrich Wurm                   | 1803–1859      | Alte Tübinger Burschenschaft/Germania Tübingen                                                                                                   | 1821 | 18. Mai 1848 24. Mai 1849                                | 1. Wahlkreis Neckar in Esslingen                                         | Württemberger Hof, Augsburger Hof                              |      |
| Heinrich Wuttke                            | 1818–1876      | Alte Leipziger Burschenschaft |      | 23. November 1848 30. Mai 1849                           | 6. Wahlkreis Sachsen in Leipzig                                          | Württemberger Hof                                              |      |
| Oskar von Wydenbrugk                       | 1815–1876      | Burgkeller Jena | 1835 | 18. Mai 1848 30. Mai 1849                                | 1. Wahlkreis Sachsen-Weimar-Eisenach in Weimar                           | Württemberger Hof                                              |      |
| Adolf von Zerzog                           | 1799–1880      | Urburschenschaft Jena, Alte Erlanger Burschenschaft, Alte Würzburger Burschenschaft                                                              | 1818 | 18. Mai 1848 24. Mai 1849                                | 1. Wahlkreis Oberpfalz in Regensburg                                     | Württemberger Hof, Augsburger Hof                              |      |
| August Ziegert                             | 1810–1882      | Alte Germania Halle | 1829 | 18. Mai 1848 25. Mai 1849                                | 1. Wahlkreis Westfalen in Minden                                         | Württemberger Hof                                              |      |
| Wilhelm Zimmermann                         | 1807–1878      | Commentburschenschaft Tübingen | 1825 | 18. Mai 1848 18. Juni 1849                               | 2. Wahlkreis Jagst in Schwäbisch Hall                                    | Deutscher Hof, Donnersberg, Märzverein                         |      |
| Carl Zittel                                | 1802–1871      | Jenaische Burschenschaft (und Corps Saxonia Jena)                                                                                                | 1821 | 18. Mai 1848 30. Mai 1849                                | 13. Wahlkreis Baden in Karlsruhe                                         | Casino                                                         |      |